# Carina Lidbom
Solbritt Carina Lidbom (født 9. februar 1957 i Östersund) er en svensk skuespillerinde og komiker. Hendes filmroller inkluderer blandt andet tv-serierne Sunes jul, Rederiet, Detta har hänt og Beck.

## Udvalgt filmografi
- S.O.S. - amatører til søs (1988)
- Et paradis uden billard (1991)
- Sunes jul (julekalender, 1991)
- Rederiet (tv-serie, 1992-2002)
- Sunes sommer (1993)
- Majken (tv-serie, 1995)
- Wallander: Hundene i Riga (1995)
- Detta har hänt (tv-serie, 1996-1997)
- Sanning eller konsekvens (1997)
- Kontoret (tv-serie, 2013)
- Maria Wern (tv-serie, 2020)
- Beck (tv-serie, 2021)
- Et sidste ræs (2023)